# 水巻渉
水巻 渉（みずまき わたる、1976年5月29日 - ）は、日本の競技麻雀団体・最高位戦日本プロ麻雀協会に所属するプロ雀士である。新潟県柏崎市出身。

## 人物・経歴
- 赤坂の「赤まる」で雀荘をやっている[2]。
- 好きな芸能人は百田夏菜子（ももいろクローバーZ）[2]。
- 愛称は、「寡黙なリーチファイター」。このキャッチフレーズはプロ連盟の佐々木寿人にも使われているが、MONDO21の未来戦士21杯に出場した際、水巻にこの愛称が先に付けられている。

## 獲得タイトル
- 第17・22・23期 發王位[1]
- 第10期 麻雀マスターズ 優勝[1]
- インターネット麻雀日本選手権2015優勝[3]
- GII長崎あじさい記念優勝[4]